# ADVANCED WORLD WAR 〜千年帝国の興亡〜
『ADVANCED WORLD WAR ～千年帝国の興亡～』（アドバンスド ワールド ウォー せんねんていこくのこうぼう）はセガが1997年3月20日に発売したセガサターン用のゲームソフトである。「アドバンスドワールドウォー」や「AWW」と略される。

## 概要
ナチス・ドイツ軍を操作し、第二次世界大戦（欧州戦線）を戦い抜くウォー・シミュレーションゲームである。本作品はメガドライブ版『アドバンスド大戦略』や派生作品『ワールドアドバンスド大戦略 ～鋼鉄の戦風～』とタイトルは似ているが、地上と空の二層によるデュアルマップや将軍システムなどの新要素を取り入れており、システムは大きく異なる。第二次世界大戦の開戦から終戦まで、ナチス・ドイツ軍の指揮官として連続した複数のマップを戦い抜くという「キャンペーンモード」がゲームのメイン要素である。

## 特色

### デュアルマップ
地上のマップと空のマップは独立して存在し、二層構造となっている。陸上ユニット及び海上ユニットは地上のマップを移動する。航空ユニットは空のマップを移動し、地上のマップにある空港や空母に着陸・着艦する。空のマップの1マスは地上のマップの4マスの大きさとなっている。地上ユニットの上空に航空ユニットがいる場合、支援効果を受けることができ、戦闘が有利になる。

### 将軍システム
プレイヤーはナチス・ドイツ軍の陸軍将軍となり、士官学校で紹介されるパートナーの空軍将軍と共に戦っていく。敵を攻撃、撃破し経験値を得ることによりレベルアップし、能力が向上する。また、特定の条件を満たすことにより、特殊スキルを身につけることができる。各将軍は自身を含め最高9のユニットを配下とする。
陸軍将軍は隣接する配下の陸上ユニットのユニット数を補充しFPW（後述）を回復させることができる。将軍自身は自国勢力下の都市に留まることによりユニット数を回復させることができる。空軍将軍と海軍将軍はやや扱いが異なり、自軍空港（港）に格納されている時のみ、同じ空港（港）に格納されている配下ユニットへのFPWの回復とユニット数の補充が可能となっている。
マップによっては陸軍のロンメルやマンシュタイン、空軍のメルダースやケッセルリンク、海軍のレーダーやデーニッツといった実在の指揮官を操作することができる。

### FPW（フォースパワー）
各ユニットの持つ気力、体力と燃料を統合した概念であり、戦闘により消費する。航空ユニットは移動によっても消費する。最大値は100であり、0になると戦闘行動が行えなくなるが、航空ユニットが燃料切れにより墜落したり、地上ユニットが移動できなくなることはない。地上ユニットは所属将軍ユニットに隣接し、ターンを開始すると全回復する。また、休息コマンドの使用や都市に留まることにより回復する。航空ユニットは空港への格納により回復する。

### VP（バリューポイント）
軍事費のような概念であり、作戦前の兵器の開発、ユニットの生産や改造により消費する。

### SUP（補給物資）
作戦中の各将軍の持つ数値であり、兵器の補充を行うごとに消費され、なくなると補充が不可能となる。自軍勢力下のVPがある拠点・都市等に将軍が留まることで補充される。

### ターンと天候の概念
一日は朝・昼・夕方・夜・深夜の５ターンで構成され、これに晴・曇・雨・雪の天候が加わる。夜・深夜・雨・雪の場合、陸上部隊は視界や行軍、交戦に制約を受け、航空機ユニットは対地攻撃（晴れの夜間のみ爆撃機による焼夷弾攻撃は可能）は出来ず空対空戦闘のみ可能となる。また、降雨・降雪が続くと累積度が増し陸上部隊の移動効率が下がる。

### 作戦中の兵器生産の不可
『ワールドアドバンスド大戦略 ～鋼鉄の戦風～』などでは作戦中に兵器生産が可能であったが、本作品では作戦中はユニット数の補充のみ可能であり、兵器の生産は自軍、敵軍ともに行うことはできない。

## キャンペーンモード
分岐のある連続したマップを戦い抜くゲームモード。士官学校による戦闘講義と卒業試験のあと、第二次世界大戦の始まりであるポーランド侵攻（白作戦）から開始される。マップによっては増援部隊が参戦することがある。各マップは勝利に要したターン数によって、戦略的勝利か戦術的勝利となり、制限ターン数で勝利できなかった場合は戦術的敗北となる。自軍が全滅または自軍の拠点がすべて占領もしくは破壊された場合は戦略的敗北となり、ゲームオーバーとなる。
各マップ終了時に隠し数値のGPを獲得し、その累積値やプレーヤーの選択によりシナリオが分岐し、最終的にナチス・ドイツの敗戦という史実通りの結末を含め、数種類存在するエンディングのうちのひとつを迎えることになる。マップによっては獲得GPに応じ勝利兵器（例：ポルシェティーガー、Ho229）がプレゼントされ自軍ユニットとして配属できる。
また、敵将軍撃破、兵器撃破、拠点占領等の戦果に応じてVPが得られ、これを消費して新兵器の開発、ユニットの生産や改造による進化を行うことができる（例：ティーガーI→ティーガーII）。また、不要となった配下ユニットは売却しVPと交換できる。戦略的勝利と判定される制限ターン数は概して厳しく、常に迅速な進軍が求められる。

## スタンダードモード
キャンペーンモードのマップを最大4人で対戦することができるゲームモード。

## その他
1998年2月11日にサタコレ版（2800円）が発売された。